# Adultery
Adultery é o sexto álbum de estúdio do Dog Fashion Disco, lançado no dia 4 de Abril de 2006. O novo álbum mistura metal, hardcore, jazz and dança de salão. É um álbum conceitual que leva o ouvinte em uma viagem pela destruição do ego humano homem.

## Faixas
1. "The Uninvited Guest" – 1:34
2. "The Sacrifice Of Miss Rose Covington" – 3:51
3. "Silent Film" – 3:07
4. "Sweet Insanity" – 4:28
5. "Desert Grave" – 3:22
6. "Moonlight City Drive" – 5:18
7. "Private Eye" – 3:39
8. "The Darkest Days" – 4:20
9. "Dead Virgins Don't Sing" – 4:21
10. "The Hitchiker" – 4:38
11. "100 Suicides" – 3:53
12. "Adultery" – 5:01
13. "Mature Audiences Only" – 2:50

Todas as músicas feitas pelo Dog Fashion Disco e publicado pela Hug The Retard / ASCAP © 2006.

## Equipe
- Todd Smith – Vocais, Guitarra, Banjo
- Jasan Stepp – Guitarra, Cello, Teclado
- Jeff Siegel – Teclado
- Brian White – Baixo
- John Ensminger – Bateria
- Matt Rippetoe – Sax, Flauta, Clarinete, Arranjos de Sopro
- Joe Brotherton – Trumpete
- Brandon Rivera – Trombone
- Steve Wright – Produtor, Engenheiro de audio, Mixer
- Drew Lamonde – Assistant Engineer, Pre-Production
- Tom Baker – Mastering
- Cory Cudney – Arte do Album
- Shane Tuttle – Layout e Design
- Derek Brewer – Manager
- Jeff Cohen – Legal